# Саксевілл (Вісконсин)
Саксевілл (англ. Saxeville) — місто (англ. town) в США, в окрузі Вошара штату Вісконсин. Населення — 996 осіб (2020).

## Демографія
Згідно з переписом 2010 року, у місті мешкало 986 осіб у 421 домогосподарстві у складі 308 родин. Було 670 помешкань
Расовий склад населення:
| - 98,9 % — білих - 0,3 % — азіатів - 0,2 % — чорних або афроамериканців |

До двох чи більше рас належало 0,6 %. Частка іспаномовних становила 0,7 % від усіх жителів.
За віковим діапазоном населення розподілялося таким чином: 19,0 % — особи молодші 18 років, 60,2 % — особи у віці 18—64 років, 20,8 % — особи у віці 65 років та старші. Медіана віку мешканця становила 48,7 року. На 100 осіб жіночої статі у місті припадало 100,4 чоловіків;  на 100 жінок у віці від 18 років та старших — 102,8 чоловіків також старших 18 років.
Середній дохід на одне домашнє господарство  становив 69 281 долар США (медіана — 60 357), а середній дохід на одну сім'ю — 78 643 долари (медіана — 69 167). Медіана доходів становила 51 667 доларів для чоловіків та 36 042 долари для жінок. За межею бідності перебувало 4,4 % осіб, у тому числі 2,2 % дітей у віці до 18 років та 10,5 % осіб у віці 65 років та старших.
Цивільне працевлаштоване населення становило 521 особа. Основні галузі зайнятості: виробництво — 25,9 %, освіта, охорона здоров'я та соціальна допомога — 15,9 %, роздрібна торгівля — 13,2 %.